# 월트 디즈니 스튜디오의 영화 목록 (2020-2029년)
다음은 2020년부터 2029년까지 제작, 배급한 월트 디즈니 스튜디오의 주요 작품 목록이다.

## 개봉
‡ Disney+ 독점 공개.
† Disney+ 독점 공개 및 일부 국가 극장 상영.
§ Disney+ 프리미엄 비디오 공개 및 일부 국가 극장 상영.
| 개봉 날짜  | 제목                                      | 배급사                                              | 공동 제작사 | 스트리밍 지원사                                         |
| ---------- | ----------------------------------------- | --------------------------------------------------- | --- | ------------------------------------------------------- |
| 2020.1.10  | 언더워터                                  | 20세기 폭스                                         | 공동 제작 Chernin Entertainment |                                                         |
| 2020.2.7   | 티미 페일러: 미스테이크스 워 메이드‡      | 월트 디즈니 픽처스                                  | 공동 제작 Etalon Film, Slow Pony Pictures and Whitaker Entertainment                                                                     |                                                         |
| 2020.2.14  | 다운힐                                    | 서치라이트 픽처스                                   | 공동 제작 TSG 엔터테인먼트 |                                                         |
| 2020.2.21  | 콜 오브 와일드                            | 20세기 스튜디오                                     | 공동 제작 3 Arts Entertainment |                                                         |
| 2020.2.28  | 웬디                                      | 서치라이트 픽처스                                   | 공동 제작 TSG 엔터테인먼트, Department of Motion Pictures and Journeyman Pictures                                                        |                                                         |
| 2020.3.6   | 온워드: 단 하루의 기적                    | 월트 디즈니 픽처스                                  | 공동 제작 픽사 애니메이션 스튜디오 |                                                         |
| 2020.3.13  | 스타걸‡                                   | 월트 디즈니 픽처스                                  | 공동 제작 Gotham Group and Hahnscape Entertainment                                                                                       |                                                         |
| 2020.4.3   | 엘리펀트‡                                 | Disneynature                                        | | 디즈니+                                                 |
| 2020.4.3   | 돌핀 리프‡                                | Disneynature                                        | | 디즈니+                                                 |
| 2020.6.12  | 아르테미스 파울‡                          | 월트 디즈니 픽처스                                  | 공동 제작 TriBeCa Productions and Marzano Films                                                                                          |                                                         |
| 2020.7.3   | 해밀턴‡                                   | 월트 디즈니 픽처스                                  | 공동 제작 TriBeCa Productions and Marzano Films                                                                                          |                                                         |
| 2020.7.31  | 블랙 이즈 킹‡                             | 월트 디즈니 픽처스                                  | 공동 제작 Parkwood Entertainment |                                                         |
| 2020.8.14  | 매직 캠프‡                                | 월트 디즈니 픽처스                                  | 공동 제작 Team Todd |                                                         |
| 2020.8.21  | 더 원 앤 온리 이반‡                       | 월트 디즈니 픽처스                                  | 공동 제작 Jolie Pas Productions |                                                         |
| 2020.8.28  | 뉴 뮤턴트                                 | 20세기 스튜디오                                     | 공동 제작 마블 엔터테인먼트, TSG 엔터테인먼트, Genre Films and Sunswept Entertainment                                                    |                                                         |
| 2020.8.28  | 더 퍼스널 히스토리 오브 데이비드 코퍼필드 | 서치라이트 픽처스                                   | 공동 제작 FilmNation Entertainment, Film 4 Productions and Wishmore Entertainment                                                        |                                                         |
| 2020.9.4   | 뮬란 †                                    | 월트 디즈니 픽처스                                  | 공동 제작 Jason T. Reed Productions and Good Fear Productions                                                                            |                                                         |
| 2020.10.23 | 엠티맨                                    | 20세기 폭스                                         | 공동 제작 Boom! Studios |                                                         |
| 2020.12.4  | 갓 마더드 ‡                               | 월트 디즈니 픽처스                                  | 공동 제작 The Montecito Picture Company                                                                                                  |                                                         |
| 2020.12.11 | 세이프티 ‡                                | 월트 디즈니 픽처스                                  | 공동 제작 Mayhem Pictures and Select Films                                                                                               |                                                         |
| 2020.12.25 | 소울 ‡                                    | 월트 디즈니 픽처스                                  | 공동 제작 픽사 애니메이션 스튜디오 |                                                         |
| 2021.1.29  | 노매드랜드                                | 서치라이트 픽처스                                   | 공동 제작 Highwayman Films, Hear/Say Productions and Cor Cordium Productions                                                             |                                                         |
| 2021.2.19  | 플로라 & 울세스 ‡                         | 월트 디즈니 픽처스                                  | 공동 제작 Netter Productions |                                                         |
| 2021.3.5   | 라야와 마지막 드래곤 §                    | 월트 디즈니 픽처스                                  | 공동 제작 월트 디즈니 애니메이션 스튜디오                                                                                                |                                                         |
| 2021.5.14  | 우먼 인 윈도                              | 20세기 스튜디오                                     | 공동 제작 Fox 2000 Pictures and Scott Rudin Productions                                                                                  |                                                         |
| 2021.5.28  | 크루엘라 §                                | 월트 디즈니 픽처스                                  | 공동 제작 Gunn Films and Marc Platt Productions                                                                                          |                                                         |
| 2021.6.18  | 루카 ‡                                    | 월트 디즈니 픽처스                                  | 공동 제작 픽사 애니메이션 스튜디오 |                                                         |
| 2021.7.9   | 블랙 위도우                               | 공동 제작 마블 스튜디오                             | |                                                         |
| 2021.7.30  | 정글 크루즈 §                             | 월트 디즈니 픽처스                                  | 공동 제작 Davis Entertainment, Seven Bucks Productions and Flynn Picture Company                                                         |                                                         |
| 2021.8.13  | 프리 가이                                 | 20세기 스튜디오                                     | 공동 제작 TSG 엔터테인먼트, Maximum Effort, 21 Laps Entertainment, Berlanti Productions and Lit Entertainment Group                      |                                                         |
| 2021.8.20  | 더 나이트 하우스                          | 서치라이트 픽처스                                   | 공동 제작 Anton and Phantom Four Films                                                                                                   |                                                         |
| 2021.8.27  | 베케이션 프랜즈 ‡                         | 20세기 스튜디오                                     | 공동 제작 Broken Road Productions | 훌루                                                    |
| 2021.9.3   | 샹치와 텐 링즈의 전설                     | 공동 제작 마블 스튜디오                             | |                                                         |
| 2021.9.17  | 디 아이즈 오브 타미 페이                  | 서치라이트 픽처스                                   | 공동 제작 Freckle Films, MWM Studios and Semi-Formal Productions                                                                         |                                                         |
| 2021.10.15 | 라스트 듀얼: 최후의 결투                  | 20세기 스튜디오                                     | 공동 제작 TSG 엔터테인먼트, Scott Free Productions and Pearl Street Films                                                                |                                                         |
| 2021.10.22 | 고장난 론                                 | 20세기 스튜디오                                     | 공동 제작 20세기 애니메이션, TSG 엔터테인먼트, Locksmith Animation and DNEG                                                              |                                                         |
| 2021.10.22 | 프렌치 디스패치                           | 서치라이트 픽처스                                   | 공동 제작 Indian Paintbrush and American Empirical Pictures                                                                              |                                                         |
| 2021.10.29 | 앤틀러스                                  | 서치라이트 픽처스                                   | 공동 제작 TSG 엔터테인먼트, Phantom Four and Double Dare You Productions                                                                 |                                                         |
| 2021.11.5  | 이터널스                                  | 공동 제작 마블 스튜디오                             | |                                                         |
| 2021.11.12 | 나 홀로 즐거운 집에 ‡                     | 20세기 스튜디오                                     | 공동 제작 Hutch Parker Entertainment | 디즈니+                                                 |
| 2021.11.24 | 엔칸토: 마법의 세계                       | 월트 디즈니 픽처스                                  | 공동 제작 월트 디즈니 애니메이션 스튜디오                                                                                                |                                                         |
| 2021.12.3  | 다이어리 오브 어 윔피키드 ‡               | 20세기 스튜디오                                     | 공동 제작 20세기 애니메이션, Color Force and Bardel Entertainment                                                                        | 디즈니+                                                 |
| 2021.12.10 | 웨스트 사이드 스토리                      | 20세기 스튜디오                                     | 공동 제작 TSG 엔터테인먼트 |                                                         |
| 2021.12.17 | 나이트메어 앨리                           | 서치라이트 픽처스                                   | 공동 제작 TSG 엔터테인먼트 and Double Dare You Productions                                                                               |                                                         |
| 2021.12.22 | 킹스맨: 퍼스트 에이전트                   | 20세기 스튜디오                                     | 공동 제작 Marv Films and Cloudy Productions                                                                                              |                                                         |
| 2022.1.28  | 아이스 에이지: 벅 와일드 어드벤쳐 ‡       | 20세기 스튜디오                                     | 공동 제작 20세기 애니메이션 and Bardel Entertainment                                                                                     | 디즈니+                                                 |
| 2022.1.30  | 비틀즈: 겟 백 - 옥상 콘서트               | 디즈니 오리지널 다큐멘터리                          | 공동 제작 애플 and WingNut Films |                                                         |
| 2022.2.11  | 나일 강의 죽음                            | 20세기 스튜디오                                     | 공동 제작 Kinberg Genre, The Mark Gordon Company and Scott Free Productions                                                              |                                                         |
| 2022.3.4   | 프레쉬 ‡                                  | 서치라이트 픽처스                                   | 공동 제작 Hyperobject Industries and 레전더리 픽처스                                                                                     | 훌루(North America) 스타+(International)                |
| 2022.3.11  | 메이의 새빨간 비밀                        | 월트 디즈니 픽처스                                  | 공동 제작 픽사 애니메이션 스튜디오 | 디즈니+                                                 |
| 2022.3.18  | 열두명의 웬수들 ‡                         | 20세기 스튜디오                                     | 공동 제작 Khalabo Ink Society | 디즈니+                                                 |
| 2022.3.18  | 딥 워터 ‡                                 | 20세기 스튜디오                                     | 공동 제작 리젠시 엔터프라이즈, Film Rites, and Entertainment 360;                                                                        | Hulu(North America) 아마존 프라임 비디오(International) |
| 2022.4.1   | 베터 네이트 댄 에버 ‡                     | 월트 디즈니 픽처스                                  | 공동 제작 Marc Platt Productions | 디즈니+                                                 |
| 2022.4.22  | 폴라 베어 ‡                               | 디즈니+                                             | 공동 제작 Disneynature |                                                         |
| 2022.5.6   | 닥터 스트레인지: 대혼돈의 멀티버스        | 마블 스튜디오                                       | |                                                         |
| 2022.5.27  | 밥스 버거: 더 무비                        | 20세기 스튜디오                                     | 공동 제작 20세기 애니메이션, Wilo Productions and Bento Box Entertainment                                                                |                                                         |
| 2022.6.3   | 파이어 아일랜드 ‡                         | 서치라이트 픽처스                                   | 공동 제작 Jax Media | 훌루                                                    |
| 2022.6.17  | 굿 럭 투 유, 레오 그란데 ‡                | 서치라이트 픽처스                                   | 공동 제작 Genesius Pictures and Align | 훌루                                                    |
| 2022.6.17  | 버즈 라이트이어                           | 월트 디즈니 픽처스                                  | 공동 제작 픽사 애니메이션 스튜디오 |                                                         |
| 2022.6.24  | 라이즈 ‡                                  | 월트 디즈니 픽처스                                  | 공동 제작 Faliro House Productions | 디즈니+                                                 |
| 2022.7.1   | 프린세스 ‡                                | 20세기 스튜디오                                     | 공동 제작 오리지널 필름 | 훌루(North America) 디즈니+(International)              |
| 2022.7.8   | 토르: 러브 앤 썬더                        | 마블 스튜디오                                       | |                                                         |
| 2022.7.29  | 낫 오케이 ‡                               | 서치라이트 픽처스                                   | 공동 제작 Makeready | 훌루(North America) 디즈니+(International)              |
| 2022.8.5   | 미자                                      | 디즈니+                                             | 공동 제작 Tertulia Pictures |                                                         |
| 2022.8.5   | 프레이 ‡                                  | 20세기 스튜디오                                     | 공동 제작 Davis Entertainment | 훌루(North America) 디즈니+(International)              |
| 2022.9.8   | 피노키오 ‡                                | 월트 디즈니 픽처스                                  | 공동 제작 Depth of Field Studios, ImageMovers                                                                                            | 디즈니+                                                 |
| 2022.9.9   | 바바리안                                  | 20세기 스튜디오                                     | 공동 제작 리젠시 엔터프라이즈, Vertigo Entertainment, Almost Never Films, TSG 엔터테인먼트, Hammerstone Studios and Borderlight Pictures |                                                         |
| 2022.9.16  | 씨 하우 데이 런                           | 서치라이트 픽처스                                   | 공동 제작 DJ Films and TSG 엔터테인먼트                                                                                                  |                                                         |
| 2022.9.30  | 호커스 포커스 2 ‡                         | 월트 디즈니 픽처스                                  | 공동 제작 David Kirschner Productions | 디즈니+                                                 |
| 2022.10.7  | 암스테르담                                | 20세기 스튜디오                                     | 공동 제작 리젠시 엔터프라이즈, New Regency and Canterbury Glass Productions                                                              |                                                         |
| 2022.10.10 | 그림커티                                  | 20th Digital Studio                                 | |                                                         |
| 2022.10.14 | 로잘린 ‡                                  | 20세기 스튜디오                                     | 공동 제작 21 Laps Entertainment | 훌루(North America) 디즈니+(International)              |
| 2022.10.21 | 이니셰린의 밴시                           | 서치라이트 픽처스                                   | 공동 제작 Blueprint Pictures, Film 4 Productions                                                                                         |                                                         |
| 2022.10.21 | 매트리악                                  | 20th Digital Studio                                 | 공동 제작 Sharp House |                                                         |
| 2022.11.11 | 블랙 팬서: 와칸다 포에버                  | 마블 스튜디오                                       | |                                                         |
| 2022.11.18 | 미키 마우스: 전설의 시작 ‡                | 디즈니+                                             | 공동 제작 Tremolo Productions |                                                         |
| 2022.11.18 | 더 메뉴                                   | 서치라이트 픽처스                                   | 공동 제작 Hyperobject Industies |                                                         |
| 2022.11.18 | 마법에 걸린 사랑 2 ‡                      | 월트 디즈니 픽처스                                  | 공동 제작 Josephson Entertainment, Andalasia Productions, Right Coast Productions                                                        | 디즈니+                                                 |
| 2022.11.23 | 스트레인지 월드                           | 월트 디즈니 픽처스                                  | 월트 디즈니 애니메이션 스튜디오 |                                                         |
| 2022.12.2  | 윔피 키드: 로드릭 형의 법칙 ‡             | 월트 디즈니 픽처스                                  | 공동 제작 20세기 스튜디오 애니메이션 and Bardel Entertainment                                                                            | 디즈니+                                                 |
| 2022.12.2  | 다르비 앤드 더 데드 ‡                     | 20세기 스튜디오                                     | 공동 제작 Footprint Features | 훌루(North America) 디즈니+(International)              |
| 2022.12.9  | 엠파이어 오브 라이트                      | 서치라이트 픽처스                                   | 공동 제작 Neal Street Productions |                                                         |
| 2022.12.9  | 박물관이 살아있다: 돌아온 카문라 ‡        | 월트 디즈니 픽처스                                  | 공동 제작 21 Laps Entertainment, Alibaba Pictures, Atomic Cartoons                                                                       | 디즈니+                                                 |
| 2022.12.16 | 아바타: 물의 길                           | 20세기 스튜디오                                     | 공동 제작 Lightstorm Entertainment |                                                         |
| 2022.12.16 | 애비 로드: 전설을 품은 스튜디오 ‡         | 디즈니+                                             | 공동 제작 Mercury Studios, Ventureland                                                                                                   |                                                         |
| 2023.2.17  | 앤트맨과 와스프: 퀀텀매니아               | 마블 스튜디오                                       | |                                                         |
| 2023.3.10  | 창 캔 덩크 ‡                              | 월트 디즈니 픽처스                                  | 공동 제작 Hillman Grad and Makeready | 디즈니+                                                 |
| 2023.3.17  | 보스턴 교살자 ‡                           | 20세기 스튜디오                                     | 공동 제작 Scott Free Productions, LuckyChap Entertainment and Langley Park Productions                                                   | 훌루(North America) 디즈니+(International)              |
| 2023.3.31  | 라이 레인 ‡                               | 서치라이트 픽처스                                   | 공동 제작 BBC Films and BFI | 훌루(North America) 디즈니+(International)              |
| 2023.4.20  | 쿼시 ‡                                    | 서치라이트 픽처스                                   | 공동 제작 Broken Lizard | 훌루(North America) 디즈니+(International)              |
| 2023.4.21  | 슈발리에                                  | 서치라이트 픽처스                                   | 공동 제작 Element Pictures |                                                         |
| 2023.4.28  | 피터팬 & 웬디 ‡                           | 월트 디즈니 픽처스                                  | 공동 제작 Whitaker Entertainment | 디즈니+                                                 |
| 2023.4.28  | 클락 ‡                                    | 20th Digital Studio                                 | | 훌루(North America) 디즈니+(International)              |
| 2023.5.5   | 가디언즈 오브 갤럭시 Vol. 3               | 마블 스튜디오                                       | |                                                         |
| 2023.5.12  | 크라터 ‡                                  | 월트 디즈니 픽처스                                  | 공동 제작 21 Laps Entertainment | 디즈니+                                                 |
| 2023.5.19  | 덩크슛 ‡                                  | 20세기 스튜디오                                     | 공동 제작 Khalabo Ink Society and Mortal Media                                                                                           | 훌루(North America) 디즈니+(International)              |
| 2023.5.26  | 인어공주                                  | 월트 디즈니 픽처스                                  | 공동 제작 Lucamar Productions and Marc Platt Productions                                                                                 |                                                         |
| 2023.6.2   | 부기맨                                    | 20세기 스튜디오                                     | 공동 제작 21 Laps Entertainment |                                                         |
| 2023.6.9   | 플라민 핫 ‡                               | 서치라이트 픽처스                                   | 공동 제작 Franklin Entertainment | 훌루(North America) 디즈니+(International)              |
| 2023.6.15  | 재거드 마인드 ‡                           | 20th Digital Studio                                 | 공동 제작 Palabra Productions | 훌루(North America) 디즈니+(International)              |
| 2023.6.16  | 엘리멘탈                                  | 월트 디즈니 픽처스                                  | 공동 제작 픽사 애니메이션 스튜디오 |                                                         |
| 2023.6.23  | 월드 베스트                               | 월트 디즈니 픽처스                                  | | 디즈니+                                                 |
| 2023.6.30  | 인디아나 존스: 운명의 다이얼              | 월트 디즈니 픽처스                                  | 공동 제작 루카스필름 |                                                         |
| 2023.7.14  | 시어터 캠프                               | 서치라이트 픽처스                                   | 공동 제작 Topic Studios, Picturestart and Gloria Sanchez Productions                                                                     |                                                         |
| 2023.7.28  | 헌티드 맨션                               | 월트 디즈니 픽처스                                  | 공동 제작 Rideback |                                                         |
| 2023.8.25  | 배케이션 프렌즈 2 ‡                       | 20세기 스튜디오                                     | 공동 제작 Broken Road Productions | 훌루(North America) 디즈니+(International)              |
| 2023.9.15  | 베니스 유령 살인사건                      | 20세기 스튜디오                                     | 공동 제작 Kinberg Genre, Mark Gordon Pictures, Scott Free Productions and TSG 엔터테인먼트                                               |                                                         |
| 2023.9.22  | 노 원 윌 세이브 유 ‡                      | 20세기 스튜디오                                     | | 훌루(North America) 디즈니+(International)              |
| 2023.9.29  | 크리에이터                                | 20세기 스튜디오                                     | 공동 제작 리젠시 엔터프라이즈 and Entertainment One                                                                                      |                                                         |
| 2023.10.2  | 어펜다지 ‡                                | 20세기 디지털 스튜디오                              | 공동 제작 Fever Dream Studios | 훌루(North America) 디즈니+(International)              |
| 2023.10.9  | 더 밀 ‡                                   | 20세기 디지털 스튜디오                              | | 훌루(North America) 디즈니+(International)              |
| 2023.11.3  | 퀴즈 레이디 ‡                             | 20세기 스튜디오                                     | 공동 제작 Gloria Sanchez Productions and Artists First                                                                                   | 훌루(North America) 디즈니+(International)              |
| 2023.11.10 | 더 마블스                                 | 마블 스튜디오                                       | |                                                         |
| 2023.11.17 | 대싱 스루 더 스노우 ‡                     | 월트 디즈니 픽처스                                  | 공동 제작 Will Packer Productions and Smart Entertainment                                                                                | 디즈니+                                                 |
| 2023.11.17 | 넥스트 골 윈즈                            | 서치라이트 픽처스                                   | 공동 제작 The Imaginarium and Piki Films                                                                                                 |                                                         |
| 2023.11.22 | 위시                                      | 월트 디즈니 픽처스                                  | 공동 제작 월트 디즈니 애니메이션 스튜디오                                                                                                |                                                         |
| 2023.12.8  | 윔피키드 크리스마스: 현상 수배 일기 ‡     | 월트 디즈니 픽처스                                  | 공동 제작 Bardel Entertainment | 디즈니+                                                 |
| 2023.12.8  | 가여운 것들                               | 서치라이트 픽처스                                   | 공동 제작 Element Pictures, Fruit Tree and Film 4 Productions                                                                            |                                                         |
| 2024.2.9   | 선코스트‡                                 | 서치라이트 픽처스                                   | 공동 제작 Freestyle Picture Company, 7 Deuce Entertainment                                                                               | 훌루                                                    |
| 2024.4.5   | 오멘: 저주의 시작                         | 20세기 스튜디오                                     | 공동 제작 Phantom Four Films |                                                         |
| 2024.4.5   | 더 그레이티스트 힛츠                      | 서치라이트 픽처스                                   | 공동 제작 Groundswell Productions | 북미 배급 훌루, 인터내셔널 배급 디즈니+                 |
| 2024.4.22  | Tiger ‡                                   | 디즈니 네이처                                       | 디즈니+ |                                                         |
| 2024.5.10  | 혹성탈출: 새로운 시대                     | Oddball Entertainment and Jason T. Reed Productions | |                                                         |
| 2024.5.31  | 짐 핸슨 아이디어 맨 ‡                     | 디즈니 오리지널 다큐멘터리                          | 공동 제작 이매진 엔터테인먼트 and The Jim Henson Company                                                                                 | 디즈니+                                                 |
| 2024.5.31  | 영 우먼 앤 더 씨                          | 월트 디즈니 픽처스                                  | 공동 제작 제리 브룩하이머 필름스 |                                                         |

### 개봉 예정 영화
| 개봉 날짜        | 제목                  | 배급사               | 공동 제작 스튜디오                                          | 스트리밍 제공사 |
| ---------------- | --------------------- | -------------------- | ----------------------------------------------------------- | --------------- |
| 2024년 6월 14일  | Inside Out 2          | Walt Disney Pictures | co-production with Pixar Animation Studios                  | In production   |
| 2024년 7월 26일  | Deadpool 3            | Marvel Studios       | co-production with Maximum Effort and 21 Laps Entertainment | Filming         |
| 2024년 8월 16일  | Alien: Romulus        | 20th Century Studios | co-production with Scott Free Productions                   | Post-production |
| 2024년 11월 8일  | The Amateur           | 20th Century Studios | co-production with Hutch Parker Entertainment               | Filming         |
| 2024년 12월 20일 | Mufasa: The Lion King | Walt Disney Pictures | co-production with Pastel Productions                       |                 |

## 같이 보기
- 디즈니의 장편 애니메이션 영화 목록
- 할리우드 픽처스
- 마블 시네마틱 유니버스의 영화 목록
- 서치라이트 픽처스의 영화 목록
- 20세기 스튜디오의 영화 목록
- 터치스톤 픽처스의 영화 목록
- 월트 디즈니 픽처스의 영화 목록
- 분류:제작사별 영화 목록

1. 1 2  D’Alessandro, Anthony (2022년 9월 15일). “Disney Release Dates Coming Out Of D23: 'Snow White' Set For Spring 2024, 'Rogue Squadron' Scrubbed From Schedule & More”. 《Deadline Hollywood》. 2022년 9월 15일에 확인함.
2. ↑  “WALT DISNEY STUDIOS MOTION PICTURES RELEASE SCHEDULE (As Of 4/19/2022)” (PDF). 2022년 4월 20일에 확인함.
3. 1 2  D'Alessandro, Anthony (2023년 11월 9일). “Marvel's 'Deadpool 3' Moves To July 2024 & 'Captain America: Brave New World' To 2025 As Disney Shakes Up Schedule Due To Actors Strike”. 《Deadline Hollywood》. 2023년 11월 9일에 확인함.
4. ↑  Conway, Jeff (2022년 3월 19일). “Ryan Reynolds On How MNTN And Maximum Effort Are Changing The Advertising World As We Know It”. 《Forbes》. 2022년 3월 19일에 원본 문서에서 보존된 문서. 2022년 3월 19일에 확인함.
5. ↑  D'Alessandro, Anthony (2023년 6월 13일). “'Thunderbolts', 'Blade', 'Avengers: Kang Dynasty', 'Secret Wars' Among Disney Release Date Changes Due To WGA Strike”. 《Deadline》 (미국 영어). 2023년 6월 13일에 확인함.
6. ↑  Kroll, Justin (2022년 11월 16일). “Cailee Spaeny Circling New Alien Movie At 20th Century And Scott Free”. 《Deadline Hollywood》. 2022년 11월 16일에 원본 문서에서 보존된 문서. 2022년 11월 16일에 확인함.
7. ↑  Kit, Borys (2023년 3월 3일). “Fede Alvarez's Alien Movie Rounds Out Cast (Exclusive)”. 《The Hollywood Reporter》. 2023년 3월 3일에 원본 문서에서 보존된 문서. 2023년 3월 3일에 확인함.
8. ↑  D'Alessandro, Anthony (2023년 6월 13일). “'Thunderbolts', 'Blade', 'Avengers: Kang Dynasty', 'Secret Wars' Among Disney Release Date Changes Due To WGA Strike”. 《Deadline》 (미국 영어). 2023년 6월 13일에 확인함.
9. ↑  Grobar, Matt (2023년 5월 5일). “Adrian Martinez Joins Rami Malek In 20th Century Studios Thriller 'Amateur'”. 《Deadline》 (미국 영어). 2023년 5월 5일에 확인함.
10. ↑  Couch, Aaron; Kits, Borys (2020년 9월 29일). “'Lion King' Prequel in the Works with Director Barry Jenkins”. 《The Hollywood Reporter》. 2020년 9월 29일에 원본 문서에서 보존된 문서. 2020년 9월 29일에 확인함.
11. ↑  Chapman, Wilson (2022년 9월 9일). “'Lion King' Prequel Gets Official Title, Footage Shown at D23”. 《Variety》 (미국 영어). 2022년 9월 10일에 확인함.